# Noia de companyia

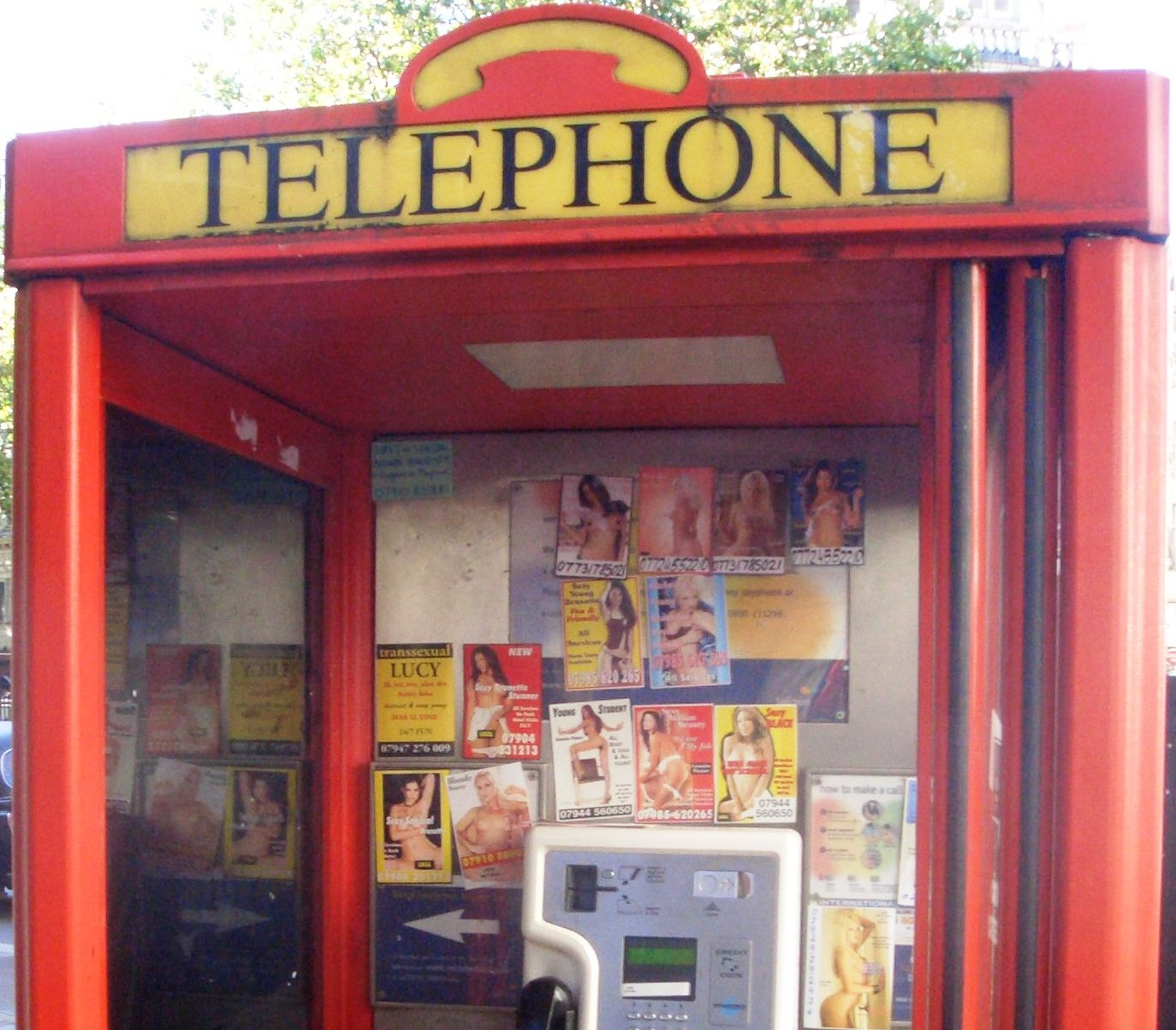
Targetes de noies de companyia per trucar en una cabina telefònica britànica

Una noia de companyia (en anglès call girl o female escort) és un treballadora sexual que a diferència de la prostitució no mostra la seva professió al públic general, ni ella normalment treballa en una institució com un bordell, encara que pot ser treballadora per una agència de escort. El client ha de concertar una cita o trobada, normalment per trucada a un número telefònic. Les noies de companyia sovint anuncien els seus serveis en anuncis petits en revistes i via Internet, poden tenir un intermediari que les promocioni, com una agència de escort, i també poden ser manejades en alguns casos per una madam. Les noies de companyia poden treballar tant en cas que se les requereixi per trucada telefònica, o també es poden contractar allà on estigui el client. Algunes estrelles del porno són conegudes com a escort també.
Moltes agències de noies de companyia i escorts independents tenen les seves pàgines web pròpies. Internet ha esdevingut el mitjà principal per a través del qual trobar nous clients. Generalment, es proporciona una fotografia de la noia de companyia, i de vegades, s'ofereix també algun tipus de descripció dels serveis sexuals disponibles.